# Přepeře (ort i Tjeckien, Mellersta Böhmen)
Přepeře är en ort i Tjeckien.   Den ligger i regionen Mellersta Böhmen, i den centrala delen av landet, 60 km nordost om huvudstaden Prag. Přepeře ligger 287 meter över havet och antalet invånare är 115.
Terrängen runt Přepeře är platt. Runt Přepeře är det ganska tätbefolkat, med 83 invånare per kvadratkilometer. Närmaste större samhälle är Mladá Boleslav, 15,4 km väster om Přepeře. Trakten runt Přepeře består till största delen av jordbruksmark.